# Вылчитрын
Вылчитрын (болг. Вълчитрън) — село в Болгарии. Находится в Плевенской области, входит в общину Пордим. Население составляет 1035 человек.

## Политическая ситуация
В кметстве Вылчитрын должность кмета (старосты) исполняет Богомил Георгиев Петров (коалиция в составе 2 партий: Болгарская рабочая социал-демократическая партия (БСДП) и Демократы за сильную Болгарию (ДСБ)) по результатам выборов 2007 года.
Кмет (мэр) общины Пордим — Детелин Радославов Василев (независимый) по результатам выборов 2007 года.